# Phintella argenteola
Phintella argenteola là một loài nhện trong họ Salticidae.
Loài này thuộc chi Phintella. Phintella argenteola được Eugène Simon miêu tả năm 1903.